# ヴェニスの商人

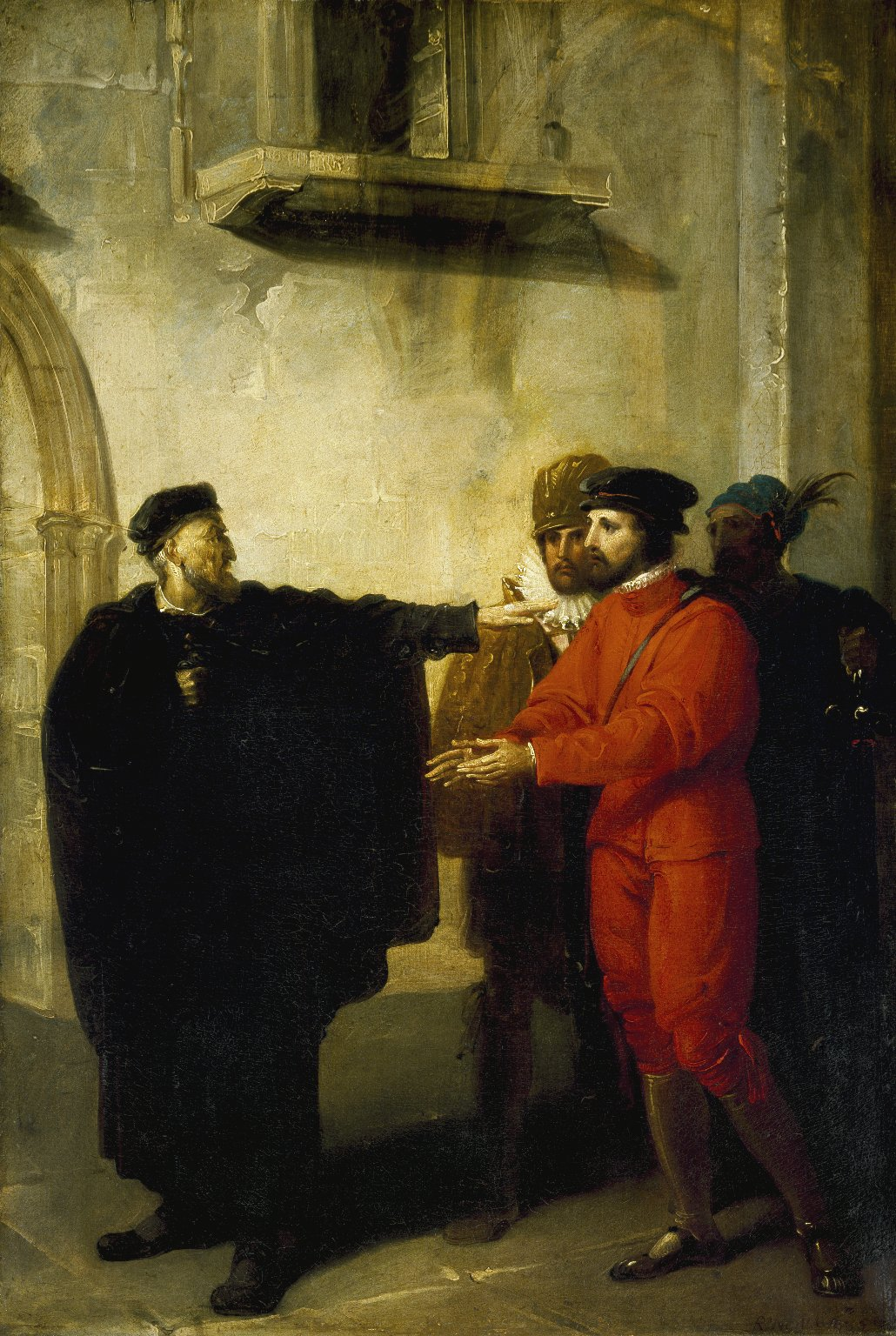
シャイロックとアントーニオ

『ヴェニスの商人』（ヴェニスのしょうにん、The Merchant of Venice）は、ウィリアム・シェイクスピアの喜劇、戯曲である。1594年から1597年の間に書かれたとされている。『ベニスの商人』とも記される。「人肉抵當裁判」として紹介されたこともある。
タイトルの『ヴェニスの商人』とは有名なユダヤ人の金貸しシャイロックを指すのではなく、商人アントーニオのことである。英語のmerchantというのは小売商のような「商人」ではなく、むしろ「貿易商」を意味する。貿易で栄えたヴェニスが舞台になっているのはそのためである。

## 概要
中世イタリアのヴェネツィア共和国と架空の都市ベルモントを舞台に繰り広げられる商取引と恋の喜劇で、高利貸しシャイロックが金を貸す際に取った、人命にかかわる内容の証文が現実になったことによって起こる裁判と、ベルモントの美しい貴婦人を射止めんとする若者の話を基軸とする。
この話の元になったものとして主に次の2つがある。ひとつは中世イタリアのデカメロン調の物語集『イル・ペコローネ（愚者）』（Il Pecorone）の4日目第1話であり、人肉裁判と指輪の部分の原話である。もうひとつはラテン語による短編集『ゲスタ・ローマーノールム』で、箱選びの部分の原話となっている。

## 物語
舞台はイタリアのヴェニス（ヴェネツィア）。バサーニオは富豪の娘で相続人のポーシャと結婚するために先立つものが欲しい。そこで、友人のアントーニオから金を借りようとするが、アントーニオの財産は航海中の商船にあり、金を貸すことができない。アントーニオは悪名高い高利貸しのシャイロックに金を借りに行く。アントーニオは金を借りるために、指定された日付までにシャイロックに借りた金を返すことが出来なければ、シャイロックに彼の肉1ポンドを与えなければいけないという条件に合意する。
アントーニオは簡単に金を返す事が出来るつもりであったが、船は難破し、彼は全財産を失ってしまう。シャイロックは、自分の強欲な商売を邪魔されて恨みを募らせていたアントーニオに復讐できる機会を得た事を喜ぶ。一方、シャイロックの娘ジェシカは純真で心が美しく、父の冷酷非道を嫌ってロレンゾと駆け落ちしてしまう。
その頃、バサーニオは、ポーシャと結婚するためにベルモントに向かう。ポーシャの父親は金、銀、鉛の3個の小箱から正しい鉛の箱を選んだ者と結婚するよう遺言を残していた。バサーニオはポーシャの巧妙なヒントによって正しい箱を選択する。バサーニオはポーシャから貰った結婚指輪を絶対はずさないと誓う。しかし、バサーニオの元にアントーニオがシャイロックに借金返済が出来なくなったという報せが届く。バサーニオはポーシャから金を受け取りヴェニスへと戻る。一方、ポーシャも侍女のネリッサを連れて密かにベルモンテを離れる。
シャイロックはバサーニオから頑として金を受け取らない。どれだけ積まれても受け取らない理由はアントーニオが嫌いだからだという。
「好きになれなきゃ殺す、人間ってそんなものか？」
「憎けりゃ殺したくなる、人間ってそんなもんだろう？」
シャイロックは裁判に訴え、契約通りアントーニオの肉1ポンドを要求する。若い法学者に扮したポーシャがこの件を担当する事になる。ポーシャはシャイロックに慈悲の心を見せるように促す。しかし、シャイロックは譲らないため、ポーシャは肉を切り取っても良いという判決を下す。
シャイロックは「名判官ダニエル様の再来だ…年はお若いが名判官だ』（小田島雄志訳）と喜んで肉を切り取ろうとするがポーシャは続ける、「肉は切り取っても良いが、契約書にない血を1滴でも流せば、契約違反として全財産を没収する」。仕方なく肉を切り取る事を諦めたシャイロックは、それならばと金を要求するが一度金を受け取る事を拒否していた事から認められず、しかも、アントーニオの命を奪おうとした罪により財産は没収となる。アントーニオはキリスト教徒としての慈悲を見せ、シャイロックの財産没収を免ずる事、財産の半分をシャイロックの娘ジェシカに与える事を求める。そして、本来死刑になるべきシャイロックは、刑を免除される代わりにキリスト教に改宗させられる事になる。
バサーニオはポーシャの変装に気付かずに、お礼をしたいと申し出る。バサーニオを困らせようと結婚指輪を要求するポーシャに、バサーニオは初めは拒んだが、結局指輪を渡してしまう。
ベルモンテに戻ったバサーニオは、指輪を失った事をポーシャに責められる。謝罪し許しを請うバサーニオに、ポーシャはあの指輪を見せる。驚くバサーニオにポーシャは全てを告白する。また、アントーニオの船も難破しておらず、無事であった事がわかり、大団円を迎える。

## 登場人物

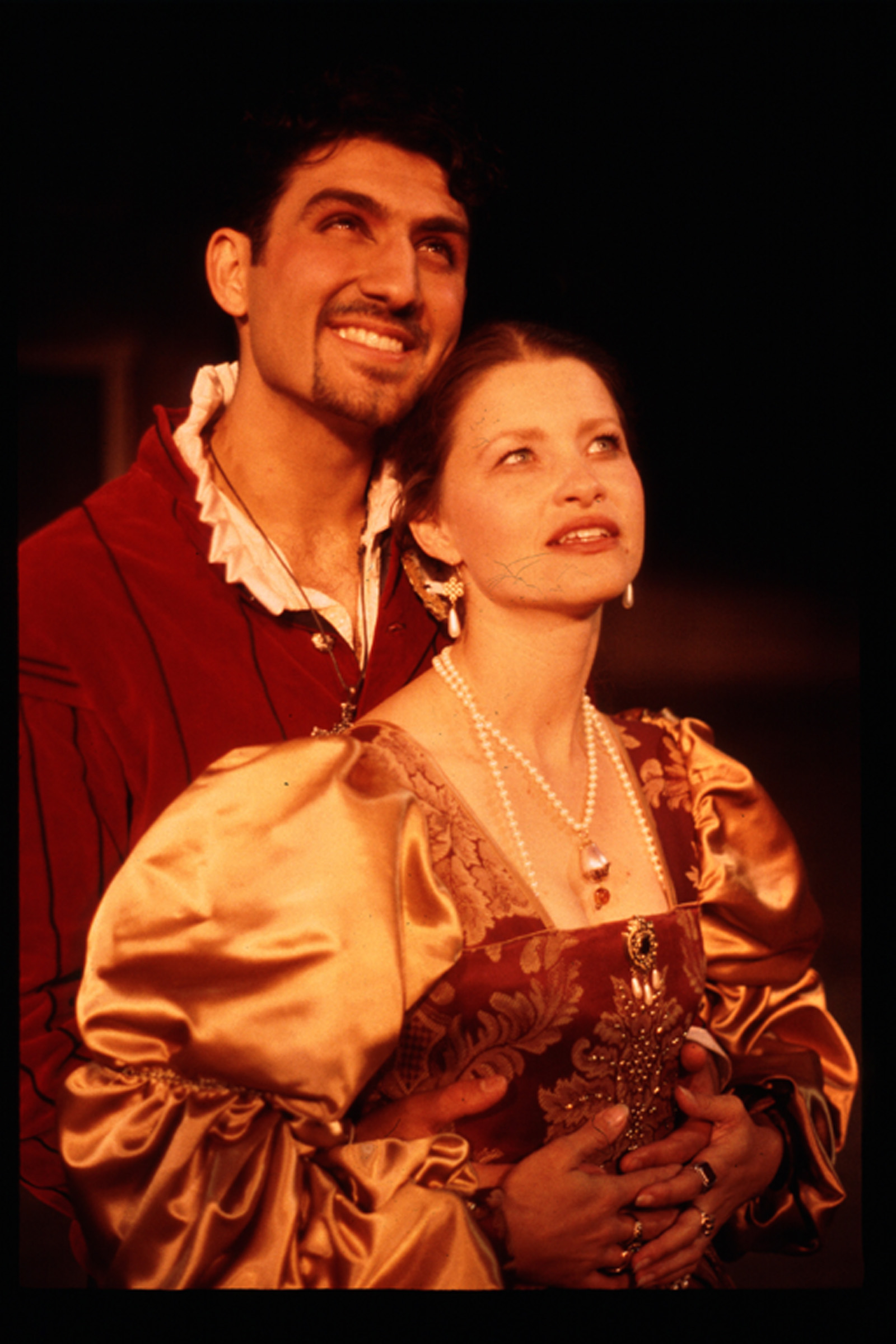
バサーニオとポーシャ

- アントーニオ（英語版） (Antonio) - 貿易商人。正義感が強く情に厚い。
- バサーニオ（英語版） (Bassanio) - アントーニオの親友。高等遊民。ポーシャと結婚する。
- グラシアーノ (Gratiano) - アントーニオとバサーニオの友人。ネリッサと結婚する。
- サラリーノ (Salarino)、ソラーニオ (Solanio)、サレーリオ (Salerio)、サラーニオ (Salanio) - アントーニオとバサーニオの仲間。写本により異なる。[3]
- ポーシャ（英語版） (Portia) - 莫大な財産を相続した美貌の貴婦人。
- ネリッサ (Nerissa) - ポーシャの女中。
- シャイロック（英語版） (Shylock) - ユダヤ人。強欲な高利貸し。
- ジェシカ（英語版） (Jessica) - シャイロックの娘。
- ロレンゾ (Lorenzo) - ジェシカの婚約者。
- テューバル (Tubal) - シャイロックの友人。
- ランスロット (Launcelot) - シャイロックの召使。道化役。
- ドージェ (Duke of Venice) - ヴェニスの元首。裁判長。
- モロッコ公 (Prince of Morocco)、アラゴン公 (Prince of Arragon) - ポーシャに求婚する貴族。

## 反響
執筆当時はただの喜劇として見られていたが、ハイネは「シャイロックの悲劇」と呼び、観劇中後ろで涙を流している女性を見たという逸話が残る。

## 議論

### 反ユダヤ主義を巡る論争
『ヴェニスの商人』の物語はユダヤ教徒にとって侮辱的と捉えられる内容を含んでいる。シャイロックは貪欲な金貸しという、ユダヤ人に対する悪意あるステレオタイプ的な人物として描かれており、裁判中にはユダヤ教徒を軽蔑する罵声を浴びせられた上に、その正当な権利を踏みにじられ、最終的に改宗まで強要されている。20世紀初頭以来、反中傷同盟などのユダヤ人人権団体は同作品を反ユダヤ主義を煽る作品として、学校教材や舞台演劇に使用することに反対する運動を行っており、アメリカでは1947年に『ヴェニスの商人』の図書館からの排除を巡る裁判が行われている。ニューヨーク州の最高裁判決では排除を拒否した教育委員会の勝訴となったが、その後も北米各州で『ヴェニスの商人』の使用に関する抗議は続き、学校教育の場や舞台からは意識的に避けられる傾向にある。
しかしながら作中で、シャイロックが肉の抵当を取ることを頑として譲らない場面で叫ぶ「ユダヤ人には目が無いと言うのか？(Hath not a Jew eyes?)」から続く一連の台詞は、ユダヤ人に向けられた偏見に対しての憤りを如実に表した台詞とも取られることがあり、シャイロックを単なるステレオタイプの悪役ではなく“虐げられた民族の代表者”として捉える論者も少なからず存在する。こうしたことを踏まえて日本の演劇界では、本作を喜劇ではなくシャイロックを主人公とした悲劇として上演する場合が多く、平幹二朗や市川猿之助など大物役者をシャイロック役に迎えている。

### 学問上の問題
『ヴェニスの商人』を法学的見地から検証する試みは、古くは1872年に著されたルドルフ・フォン・イェーリングの『権利のための闘争』にも見られ、今日でも学問の場で法意識の正当性を学ぶ題材として用いられる事がある。
イェーリングは、裁判官は契約内容自体を公序良俗に反するものとして無効と判断するべきところを、契約を有効とした時点でシャイロックの持つ権利を正当と認めているのに、裁判官自らが後からその権利を覆し法制度を破壊していると指摘している。
経済学でも「貨幣」をめぐる議論として使われることがある。

## 関連作品
- 映画
  - 「ベニスの商人」（1959年、髙橋克雄）
    - テレビ朝日開局時（当時は日本教育テレビ）に初めてフィルム映画として放映された人形劇

  - 「ヴェニスの商人」（2004年）：マイケル・ラドフォード監督、アル・パチーノ出演。
  - 「シャイロックの子供たち」（2023年）：池井戸潤原作、本木克英監督、阿部サダヲ主演。
- テレビドラマ
  - 「未来世紀シェイクスピア」（2008年）： AAA（トリプル・エー）主演ドラマ。（関西テレビ）
  - 「シャイロックの子供たち」（2022年）：（WOWOWプライム）
- 小説
  - 「シャイロックの子供たち」（池井戸潤、2006年）
- 演劇
  - 「ヴェニスの商人」（2024年、草彅剛）[7]
- 漫画
  - 「ベニスの商人」（畠山一夫、1957年）[8][9]
  - 「ベニスの商人」（手塚治虫、1959年）[10]
  - 「ベニスの商人/まんがで読破」（バラエティ・アートワークス、イースト・プレス、2009年）[11][12]
  - 「新解 ヴェニスの商人」（横井三歩、2016年）[13][14][15]
- オペラ
  - 「ヴェニスの商人」（レイナルド・アーン作曲、1935年初演）
- 劇付随音楽
  - 「シャイロック」（ガブリエル・フォーレ）
- その他の音楽作品
  - 「音楽へのセレナード」（レイフ・ヴォーン・ウィリアムズ）
- テーマパーク
  - 千葉県浦安市にある東京ディズニーシーにはこの作品のタイトルが元になったショップ「マーチャント・オブ・ヴェニス・コンフェクション」がある。

## 日本語訳
- 宇田川文海作 歌舞伎台本翻案「何桜彼桜銭世中（さくらどきぜにのよのなか）」大阪朝日新聞 1885年
- 井上勤訳『西洋珍説 人肉質入裁判』1886
- 戸沢姑射,浅野和三郎訳 大日本図書 c1905
- 坪内逍遥訳 早稲田大学出版部 1914
- 高原延雄訳「世界文豪代表作全集」世界文豪代表作全集刊行会 1927
- 小山内薫訳「世界戯曲全集」近代社世界戯曲全集刊行部, 1927-1930
- 横山有策訳「世界文学全集」新潮社、1929
- 沢村寅二郎訳 研究社 1933
- 中野好夫訳「シェイクスピア選集」筑摩書房 1948　のち岩波文庫
- 福田恆存訳 新潮社 1960 のち文庫
- 鈴木幸夫訳「世界名作全集 第2 (シェイクスピア名作集)」平凡社 1960
- 菅泰男訳「世界古典文学全集 第42巻 (シェークスピア 第2)筑摩書房 1964
- 大山敏子訳 旺文社文庫 1966
- 小津次郎訳「世界文学全集 4 (シェイクスピア) 」集英社 1973
- 小田島雄志訳「シェイクスピア全集」白水社 1976
- 木下順二訳「世界文学全集 8 (シェイクスピア [2])」講談社 1979
- 平井正子訳「ベスト・プレイズ 西洋古典戯曲」白凰社 2000
- 松岡和子訳 ちくま文庫 2002
- 石川実訳 慶應義塾大学出版会 2002
- 河合祥一郎訳 角川文庫 2005
- 大場建治編注訳 研究社 2005
- 安西徹雄訳 光文社古典新訳文庫 2007